# Attaque de l'ambassade d'Israël à Asuncion
 (juin 2021).
L'attaque de l'ambassade d'Israël à Asuncion est une attaque terroriste survenue le 4 mai 1970 dans le bâtiment de l'ambassade d'Israël à Asuncion, au Paraguay. Deux secrétaires d'ambassade ont été abattus par deux palestiniens qui auraient appartenu au Fatah. Il s'agit de la première attaque contre une ambassade israélienne dans le monde,.

## Attaque
Le matin du 4 mai 1970, vers 10 h 30, deux jeunes hommes arabes se sont approchés de la réception de l'ambassade d'Israël, demandant à voir l'ambassadeur israélien au Paraguay, Benjamin Varon. Les victimes suivantes, Diana Zawluk et Edna Peer, se sont occupées du couple et les ont informées que l'ambassadeur n'était pas présent à ce moment-là. Les deux hommes sont alors partis. Une heure plus tard, vers 11 h 30, ils ont fait irruption dans l'ambassade et ont ouvert le feu sur les deux secrétaires de l'ambassade qui s'étaient occupés d'eux plus tôt. Peer est décédé plus tard dans un hôpital et Zahluk a été grièvement blessé. Les auteurs ont ensuite pris la fuite avant d'être appréhendés par la police peu après,.

## Auteurs
Lors d'enquêtes ultérieures menées par la police nationale, il a été révélé que les deux agresseurs étaient d'origine palestinienne et seraient membres de l'organisation Fatah, une organisation qui avait commencé sa lutte armée contre Israël dans les années 1960. Ils ont été identifiés comme étant Miguel Adapo et Cando Kalek. Un troisième complice présumé a été recherché par la police.